# Elżbieta Fryderyka Oettingen
Elżbieta Fryderyka Oettingen (ur. 14 marca 1691, zm. 14 maja 1758 w Weikersheim) – księżna Hohenhole-Gleichen, jedyna córka księcia Oettingen Alberta Ernesta II i jego żony Zofii Heskiej.

## Życiorys
11 listopada 1713 poślubiła księcia Karola Ludwika zu Hohenlohe-Neuenstein-Gleichen. Mieli dwoje dzieci :
- Alberta Ludwika
- Zofię Ernestynę